# When You Say Nothing at All
When You Say Nothing at All è un singolo del cantante irlandese Ronan Keating, pubblicato il 16 giugno 1999 come primo estratto dal primo album in studio Ronan.
Il singolo è la colonna sonora del film Notting Hill.
La canzone in realtà è una cover del brano omonimo cantato da Keith Whitley del 1988 ed è stato pubblicato come singolo nel terzo quarto del 1999.
When You Say Nothing at All ha raggiunto la vetta delle classifiche di vendita in diversi paesi come il Regno Unito, l'Italia e la Nuova Zelanda. Nel Regno Unito, il singolo ha ottenuto anche il disco d'oro.
Nel 2003, Keating ha registrato nuovamente il brano come duetto con la cantante messicana Paulina Rubio, pubblicato in America Latina per promuovere una compilation della cantante.
In Italia il brano è noto inoltre per essere stato utilizzato da Canale 5 per la sua sigla del ciclo Tante Storie dal 2001 al 2018.

## Tracce
Keith Whitley US 7" and cassette single
RCA 8637-7-R, 1988
1. When You Say Nothing at All
2. Lucky Dog

Alison Krauss US 7" single
BNA 64277, 1995
1. When You Say Nothing at All
2. Charlotte's in North Carolina (by Keith Whitley)

Ronan Keating UK CD single #1
Polydor 561 291-2, 1999
1. When You Say Nothing at All
2. This Is Your Song
3. At the End of a Perfect Day
4. I Will Miss You

Ronan Keating UK CD single #2
Polydor 561 290-2, 1999
1. When You Say Nothing at All
2. When You Say Nothing at All (Acoustic version)
3. This Is Your Song
4. When You Say Nothing at All (music video)

## Classifiche
| Classifica     | Posizione massima |
| -------------- | ----------------- |
| Irlanda        | 1                 |
| Nuova Zelanda  | 1                 |
| Filippine      | 1                 |
| Regno Unito    | 1                 |
| Italia         | 1                 |
| Svezia         | 2                 |
| Australia      | 3                 |
| Belgio Fiandre | 3                 |
| Svizzera       | 4                 |
| Austria        | 5                 |
| Finlandia      | 5                 |
| Paesi Bassi    | 5                 |
| Norvegia       | 5                 |
| Danimarca      | 6                 |
| Germania       | 6                 |